# Olivier Schmitz
Pour les articles homonymes, voir Schmitz.
Olivier Schmitz, né le 1er novembre 1966, a été nommé gouverneur de la province de Luxembourg le 24 septembre 2015. Il est entré en fonction le 1er février 2016.

## Biographie
Olivier Schmitz est détenteur d'une Licence en droit de l'UCLouvain (1987-1990), et d'une Licence spéciale en notariat UCLouvain (1990-1991).
Le 15 octobre 1993, Olivier Schmitz est inscrit au tableau des avocats du Barreau de Neufchâteau, et à la liste des curateurs de faillite depuis 1995. De 1997 à 2006, il fut juge suppléant à la Justice de Paix de Saint-Hubert, juge suppléant à la Justice de Paix de Bastogne-Neufchâteau de 2009 à 2015. Il a siègé au conseil communal de Bastogne de 2000 à 2006. De 2006 à 2014, il a été membre du Conseil de l’Ordre des Avocats du Barreau de Neufchâteau, et bâtonnier de l’Ordre des Avocats du Barreau de Neufchâteau de 2010 à 2012. Il a été membre du conseil de l’Ordre des Avocats du Barreau du Luxembourg de 2014 à 2015. Il devient avocat honoraire au moment de son entrée en fonction le 1er février 2016.
Olivier Schmitz est associé fondateur de Massart & Schmitz – Cabinet d’avocats à Bastogne.
Le 21 janvier, Olivier Schmitz prête serment devant le Gouvernement wallon. Il devient gouverneur de la province de Luxembourg le 1er février 2016. Il annonce axer son mandat sur la sécurité, la proximité et la gestion des frontières,.
En janvier 2018, à la suite des accords franco-belges dits de Tournai I et II en matière de coopération policières, judiciaires et douanières, Olivier Schmitz co-signe avec son collègue de Namur, le Procureur général de Liège et les autorités administratives et judiciaires du Grand Est des accords plus spécifiques à leurs territoires. Ces accords ont notamment abouti à la rédaction d'un plan alerte aux frontières testé à deux reprises par les services de police franco-belges.
En 2022, en application des arrangements d'Helsinki en matière de Sécurité civile, Olivier Schmitz signe des conventions de coopération entre la Zone de Secours Luxembourg et les Services Départementaux d'Incendie et de Secours des Ardennes, de la Meuse et de la Meurthe-et-Moselle. Ces accords permettent aux sapeurs pompiers des territoires concernés de se prêter assistance lors de situations de crise mais également lors d'interventions de routine.
De septembre 2022 à avril 2023, il a présidé la commission d'experts chargée de faire des recommandations en matière de gestion de crise mise en place par la ministre de l'Intérieur. Le Livre blanc issu de cette commission d'expert a été remis à la ministre de l'Intérieur le 25 avril 2023.

## Autres fonctions
- Président du Pouvoir Organisateur de l’ELCAB (Enseignement fondamental – secondaire – CEFA et spécialisé) de 2006 à 2020
- Président Jeune Chambre économique de Bastogne 1996-1998
- Président Royal Syndicat d’Initiative et de Tourisme de Bastogne 1998 à 2001
- Président Maison du Tourisme du Pays de Bastogne 1999 à 2001

## Publications
- « La restructuration des groupes – Sauvegarde des LBO », in "L'insolvabilité nationale, européenne et internationale ouvrage collectif sous la coordination d'Yves Brulard, tome 2, Anthémis, 2017
- SCHMITZ, O. et al. (2023). Livre blanc. Recommandations permettant d’améliorer la gestion de crise en Belgique. Commission d’experts en matière de gestion de crise.

## Vie privée
Olivier Schmitz est marié à Mireille Neuberg et a deux enfants.

## Articles liés
- Province de Luxembourg